# Rajd Scottish 1972
Rajd Scottish 1972 (28. Scottish Rally) – 28. edycja rajdu samochodowego Rajdu Scottish rozgrywanego w Wielkiej Brytanii. Rozgrywany był od 3 do 8 czerwca 1972 roku. Była to ósma runda Rajdowych Mistrzostw Europy w roku 1972 oraz czwarta runda Rajdowych Mistrzostw Wielkiej Brytanii.

## Klasyfikacja rajdu
| Miejsce                                                    | Kierowca                                                   | Pilot                                                      | Samochód                                                   | Czas                                                       | Strata                                                     |                                                            |
| Klasyfikacja generalna, ERC i mistrzostw Wielkiej Brytanii | Klasyfikacja generalna, ERC i mistrzostw Wielkiej Brytanii | Klasyfikacja generalna, ERC i mistrzostw Wielkiej Brytanii | Klasyfikacja generalna, ERC i mistrzostw Wielkiej Brytanii | Klasyfikacja generalna, ERC i mistrzostw Wielkiej Brytanii | Klasyfikacja generalna, ERC i mistrzostw Wielkiej Brytanii | Klasyfikacja generalna, ERC i mistrzostw Wielkiej Brytanii |
| ---------------------------------------------------------- | ---------------------------------------------------------- | ---------------------------------------------------------- | ---------------------------------------------------------- | ---------------------------------------------------------- | ---------------------------------------------------------- | ---------------------------------------------------------- |
| 1.                                                         | Hannu Mikkola                                              | Hamish Cardno                                              | Ford Escort RS 1600 MKI                                    |                                                            | 0.0                                                        |                                                            |
| 2.                                                         | Roger Clark                                                | Jim Porter                                                 | Ford Escort RS 1600 MKI                                    |                                                            |                                                            |                                                            |
| 3.                                                         | Chris Sclater                                              | John Davenport                                             | Ford Escort RS 1600 MKI                                    |                                                            |                                                            |                                                            |
| 4.                                                         | Anders Kulläng                                             | Geraint Phillips                                           | Opel Ascona                                                |                                                            |                                                            |                                                            |
| 5.                                                         | Ingvar Carlsson                                            | Lars-Göran Berg                                            | BMW 2002 Tii                                               |                                                            |                                                            |                                                            |
| 6.                                                         | Andrew Cowan                                               | Brian Coyle                                                | Ford Escort RS 1600 MKI                                    |                                                            |                                                            |                                                            |
| 7.                                                         | Tony Fall                                                  | Mike Wood                                                  | Datsun 240Z                                                |                                                            |                                                            |                                                            |
| 8.                                                         | Jimmy Rae                                                  | Michael Malcolm                                            | Ford Escort RS 1600 MKI                                    |                                                            |                                                            |                                                            |
| 9.                                                         | Arne Allansson                                             | Thore Hansson                                              | Opel Ascona 1.9                                            |                                                            |                                                            |                                                            |
| 10.                                                        | Donald Heggie                                              | George Dean                                                | Ford Escort RS 1600 MKI                                    |                                                            |                                                            |                                                            |